# Savino Monelli
Savino Monelli (Fermo, 9 de maig de 1784 - Fermo, 5 de juny de 1836) fou un tenor italià. El seu germà era el tenor Raffaele Monelli.
Savino va estudiar a Fermo. Va debutar com a Tamino a La flauta màgica de Mozart el 1816. El 1817 va crear el paper de Giannetto a La gazza ladra i d'Adelberto a Adelaide di Borgogna, totes dues de Rossini.